# 854 (číslo)
Osm set padesát čtyři je přirozené číslo, které následuje po čísle osm set padesát tři a předchází číslu osm set padesát pět. Římskými číslicemi se zapisuje DCCCLIV.

## Matematika
854 je:
- Deficientní číslo
- Nešťastné číslo
- Nepříznivé číslo

## Astronomie
- (854) Frostia je binární planetka hlavního pásu, kterou objevil v roce 1916 Sergej Ivanovič Beljavskij

## Roky
- 854
- 854 př. n. l.